# 즐거운 학문

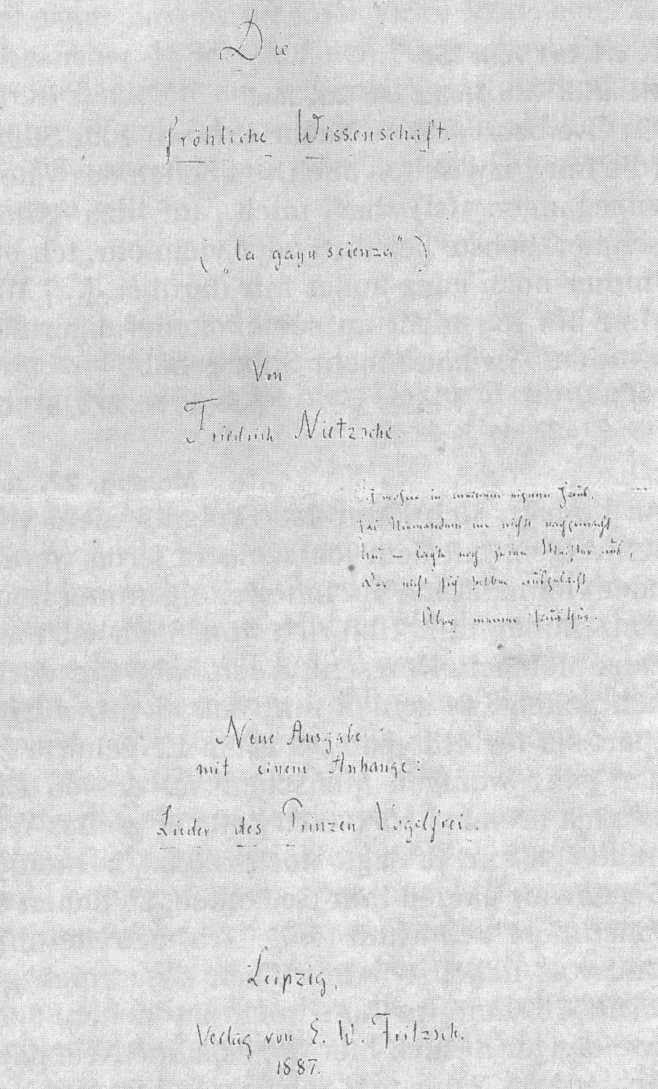

《즐거운 학문》(독일어: Die fröhliche Wissenschaft, 영어: The Gay Science)은 프리드리히 니체의 책이다. 1882년에 처음 출판했으며, 1887년 차라투스트라는 이렇게 말했다와 선악의 저편을 마친 후 2판이 나왔다. 니체 스스로 그의 저서 중 '가장 개인적인 책'이라고 하였으며, 그의 저서 중에서 가장 많은 수의 시가 들어있다.

## 내용
이 책은 보통 니체의 중기에 놓여 있는데, 이 시기 동안 니체는 정신적 자유로의 경로로서 과학과 회의론, 지적 규율의 장점을 극찬했다. 프로방스 전통에 대한 확언(책 제목을 통해 환기됨)도 삶에 대한 즐거운 '예 격언' 중 하나다.